# Tim Corcoran
Para la primera base nacido en 1953, ver a Tim Corcoran (primera base).
Tim Corcoran
Actualmente juega para los *Delfines del Carmen       
Corcoran lanzando por los Isótopos de Albuquerque, Triple-A los afiliados de los Dodgers de Los Angeles, en 2010.
Dodgers de Los Angeles
Lanzador
Nacido: 15 de abril de 1978 (33 años)
Batea: Derecha Lanza: Derecha
Debut en MLB
14 de junio 2005 para el Tampa Bay Devil Rays
Estadísticas en su carrera
(A través de la temporada 2011)
De pérdidas y ganancias 9.5
4,97 promedio de carreras ganadas
Ponches 78
Equipos
Tampa Bay Devil Rays (2005-2007)
Timoteo Hugh Corcoran (nacido el 15 de abril 1978) es un lanzador de la Liga Mayor de Béisbol. Hermano de Corcoran, Roy Corcoran, también juega béisbol profesional
Contenido [ocultar]
Una carrera profesional
1,1 Mets de Nueva York
1,2 Orioles de Baltimore
1,3 de Tampa Bay Devil Rays
1,4 Marlins de la Florida
1.5 Los Dodgers de Los Angeles

[Editar] Los Mets de Nueva York
Corcoran fue seleccionado por los Mets de Nueva York en la ronda 44 del draft de 1996 de MLB de Jackson High School. Comenzó su carrera profesional con los Mets de Kingsport en 1997 y jugó en el sistema de granja a través de los Mets de 2000. Él jugó con Kingsport (1997), los Mets de la Costa del Golfo (1997), y St. Lucie Mets (1998), pero pasó la mayor parte de su tiempo con los Bombarderos de Capital City.
[Editar] Orioles de Baltimore
El 11 de diciembre de 2000, fue seleccionado entre los Mets por los Orioles de Baltimore en la parte de la liga menor del Proyecto de Regla V. Se quedó con el sistema de granja a través de los Orioles de 2003, principalmente con el Nivel Doble-A Bowie Baysox.
[Editar] Tampa Bay Devil Rays
En diciembre de 2003, fue una vez más, seleccionado en la parte de la liga menor del Proyecto de Regla V, esta vez por los Mantarrayas de Tampa Bay. Los Devil Rays le asignó a los toros de Durham AAA para el año 2004 y 2005.
Corcoran hizo su debut en las Grandes Ligas el 14 de junio de 2005, para los Devil Rays contra los Cerveceros de Milwaukee, trabajando dos entradas sin permitir anotaciones de alivio.
Entró en los entrenamientos de primavera 2006 en busca de permanecer en las Grandes Ligas, pero fue enviado a Triple-A para empezar la temporada y no se recuerda hasta el 15 de junio (debido a una lesión a una mayor Tyler Walker). Él apareció en tres apariciones como relevista antes de conseguir un punto de inicio en lugar del recientemente degradado Seth McClung. Lanzó suficientemente bien para permanecer en la rotación, va 5-9 con una efectividad de 4.38 en 16 aperturas y 5 apariciones como relevista.
Comenzó la temporada 2007 con el equipo Triple-A Durham y fue recordado por los Devil Rays después de que Juan Salas recibió una suspensión de 50 partidos después de una prueba positiva de drogas. El 11 de junio de 2007, sin embargo, Corcoran fue enviado de nuevo a los menores de edad.
[Editar] Marlins de la Florida
El 4 de enero de 2008, él firmó un contrato de liga menor con los Marlins de la Florida, y pasó la mayor parte del año jugando para su equipo de Doble-A, el Mudcats de Carolina.
[Editar] Los Dodgers de Los Angeles
Él se convirtió en agente libre al final de la temporada y firmó un contrato de ligas menores con los Dodgers de Los Angeles en marzo de 2009. Con los Dodgers, jugó para los puestos de observación de Chattanooga AA y AAA Isótopos de Albuquerque. Pasó toda la temporada 2011 en la lista de lesionados por Albuquerque después de someterse a una cirugía Tommy John en su codo.